# Suiko (Yōkai)

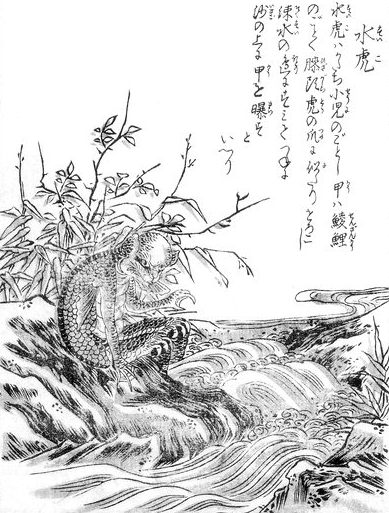
Ein Suiko, wie er in Sekiens erscheint

Der Suiko (水虎; „Wassertiger“), auch Suitora (mit derselben Bedeutung) gelesen, ist der Name eines fiktiven Wesens der japanischen Folklore. Er gehört zur Gruppe der Yōkai (妖怪; „Dämonen“) und gilt als „arglistig und bösartig“.

## Beschreibung
Der Suiko erscheint der Folklore nach als Humanoide von der Größe eines etwa vier- bis sechsjährigen Kindes. Er soll komplett mit dichten, robusten, aber geschmeidigen Schuppen überzogen sein, ähnlich einem Pangolin oder einem alten Koikarpfen. Sein Gesicht soll auffallend katzengleich sein und seine Kniescheiben und Ellenbogen sind mit Stacheln oder Krallen bespickt. Der Suiko lebt den Überlieferungen zufolge in Seen, Tümpeln, Teichen und wenig frequentierten Brunnen. Er wird als nachtaktiv beschrieben. Sobald die Dunkelheit hereinbreche, entsteige er dem Wasser, um nach dösenden Fischern oder Campern Ausschau zu halten. Er überfalle sein Opfer und zerre es ins Wasser, um es dort zu ertränken. Dann sauge er dem Opfer erst das Blut, dann die Seele aus dem Leib. Den Leichnam werfe er danach in einen Fluss, um sich seiner Beute zu entledigen.
Der Suiko weist eine frappierende Ähnlichkeit mit dem in Japan berühmten Yōkai Kappa (河童; „Flusskind“) auf. Kappas werden nicht nur ähnlich in Aussehen und Verhalten beschrieben, sie sind dem Menschen nicht immer wohlgesinnt. Der Suiko soll jedoch weit aggressiver und menschenfeindlicher sein. Außerdem besitze er die für Kappa typische Schädeldelle nicht, in der Letztgenannte stetig Wasser tragen müssen. Mehr noch, der Suiko soll sogar schwarzmagische Kräfte besitzen und Menschen und Kappa verhexen können. Lokale Legenden behaupten, manche Suiko würden sich regelrechte kleinere Schlägertrupps aus Kappas zulegen, um dann ganze Nachtlager zu überfallen.

## Hintergrund
Die Gestalt des Suiko entspringt der chinesischen Mythologie, wo das Wesen Shuǐ hǔ (水虎; „Wassertiger“) heißt. Gemäß der chinesischen Folklore stamme der Suiko aus dem Gebiet der heutigen Provinz Hubei. Die älteste Erwähnung nebst Abbildung eines Suiko erscheint in dem Werk Shuijing zhu (水经注; „Klassisches Buch der Gewässer“) von Li Daoyuan aus dem Jahr 521 (Wei-Dynastie). Das historische Werk Wakan Sansei Zue (和漢三才図会; „Chinesisch-japanisches Nachschlagewerk“) von Terajima Ryōan aus dem Jahr 1712 beschreibt den Suiko detailliert und gibt an, das Bíyàn (鼻厌; wörtlich „tabuisierte Nase“) des Suiko werde in China als Aphrodisiakum verwendet, wozu man aber das Wesen lebend fangen müsse. Die explizite Anleitung zu potenzfördernder Medizin lässt die Vermutung zu, dass mit „Bíyàn“ die Genitalien des Suiko gemeint sind. Das Wakan Sansei Zue diente dem berühmten Kyōka-Poet und Ukiyo-e-Künstler Toriyama Sekien als Inspiration in seinem Emakimono Konjaku Gazu Zoku Hyakki (今昔画図続百鬼; „Bilderbuch der 100 Dämonen von einst und jetzt“) aus dem Jahr 1779. In der Präfektur Aomori gibt es einen einzigartigen Shintō-Schrein, der einem Kami namens Suiko-sama (水虎様) geweiht ist.